# Louis Étienne Beffroy
Louis Étienne Beffroy, dit aussi Louis Étienne Beffroy de Beauvoir, né le 2 avril 1755 à Laon, dans l'actuel département de l'Aisne, et mort le 6 janvier 1825  à Liège, en Belgique, est un homme politique français, député de l'Aisne à la Convention nationale et au Conseil des Cinq-Cents. 

## Biographie
Louis Étienne Beffroy commença une carrière militaire, d'abord dans le génie, puis dans la cavalerie. Au moment de la Révolution, devenu officier aux grenadiers royaux de Champagne, il fut élu député de la première assemblée du bailliage de Laon, puis nommé procureur de la commune, membre du directoire de l'Aisne, élu suppléant à l'Assemblée législative, mais n'y siégea pas.
Devenu substitut du procureur-général-syndic, il fut élu, le 10 septembre 1792, par le département de l'Aisne, député à la Convention nationale où il s'occupa surtout des questions financières, demandant notamment l'abrogation de la loi du maximum.
Lors du Procès de Louis XVI, il vota pour la culpabilité du roi de conspiration contre la liberté publique et d'attentats contre la sûreté générale de l'État, pour la ratification du jugement du peuple, pour la mort et contre le sursis. 

Le 13 avril 1793, il était absent lors du vote relatif à la mise en accusation de Marat, et, le 28 mai, il s'abstint dans le scrutin sur le rapport du décret qui avait cassé la Commission des Douze la veille. Il fut ensuite envoyé en mission à l'armée du Nord et ne rentra à Paris qu'en juillet 1793.
Il se déclara contre Robespierre, au 9 thermidor, fut envoyé en mission dans les départements de l'Eure et de Seine-et-Oise, en vendémiaire an III (septembre 1794), puis, envoyé en mission à l'armée d'Italie, en pluviose en III (janvier 1795), il aurait fait rouvrir les églises de Nice et fermer les clubs, et aurait faillit faire arrêter le général Bonaparte, considéré comme ami de Robespierre. Il fut nommé, le 24 vendémiaire an IV au Conseil des Cinq-Cents, fut accusé en 1802 d'avoir falsifié des pièces de liquidation et acquitté.
Il fut nommé administrateur de l'hôpital militaire de Bruxelles et il était rentré à Laon, lorsque la loi du 12 janvier 1816 contre les régicides le força à s'exiler. L'ensemble de son patrimoine est alors vendu, dont le château de Chevregny. Il s'établit à Liège, où il exerça la profession d'avocat jusqu'à sa mort.
Il est l'auteur d'un ouvrage d'agriculture, Avantages du desséchement des marais, et Manière de profiter des terrains desséchés (Paris, Froullé, 1793, in-8°, X-80 p.), opuscule présenté en 1786 au concours de la Société d’agriculture de Laon .

## Famille
Il est le fils d'Étienne Nicolas Beffroy, lieutenant de la maréchaussée à Laon (1751-1757) et de Marie Madeleine Fromage.
Il est le frère de 
- Louis Abel Beffroy de Rigny (1757-1811) dit le « Cousin Jacques », homme de lettres
- Marie Catherine Abel Beffroy baronne de Cuzey (1751 Laon - 1818 Bourguignon-sous-Montbavin) mariée à Laon en 1772 à Simon Michel Cardinal de Cuzey, capitaine des grenadiers au régiment provincial de Soissons (1772), femme de lettres qui aida Louis Abel dans la rédaction de ses Lunes, et auteur de deux romans parus après son décès: Damasse ou le Bienfaiteur inconnu, 1819, 4 vol. et Melina, ou la femme sacrifiée, 1820, 3 vol.